# Saifuddin Azizi
Saifuddin Azizi (ujgursky سەيپىدىن ئەزىزى‎, čínsky pchin-jinem Saìfúdǐng Àizézī, znaky zjednodušené 赛福鼎·艾则孜; 12. dubna 1915 – 24. listopadu 2003) byl čínský politik ujgurské národnosti. 

## Život
Saifuddin Azizi se narodil roku 1915 v Čugučaku (Tcha-čchengu) ve vlivné rodině ujgurského obchodníka. Navštěvoval školu v Sin-ťiangu a poté se přestěhoval do Sovětského svazu, kde vstoupil do komunistické strany, VKS(b), a studoval na Středoasijském politickém institutu v Taškentu. Vrátil se do Sin-ťiangu jako sovětský agent a účastnil se Sovětským svazem podporovaného povstání v Ili proti vládě Čínské republiky v severozápadním Sin-ťiangu. V letech 1945–1948 působil jako ministr školství v Druhé východoturkestánské republice a komisař pro školství v sinťiangské koaliční vládě Čang Č’-žunga. V září 1949 se Saifuddin Azizi zúčastnil Čínského lidového politického poradního shromáždění zorganizovaného Komunistickou stranou Číny a jejími spojenci a stal se členem Ústřední lidové vlády (do 1954) shromážděním ustavené Čínské lidové republiky. V nové vládě zastával různé funkce pro národnostní a politické a právní záležitosti. Od prosince 1949 do ledna 1950 doprovázel Mao Ce-tunga na jeho cestě do Moskvy, kde čínská delegace vyjednávala čínsko-sovětskou smlouvu o přátelství, a právě tam v prosinci 1949 vystoupil z VKS(b) a na doporučení samotného Maa vstoupil do KS Číny. 
Po svolání prvního Všečínského shromáždění lidových zástupců roku 1954 byl zvolen místopředsedou jeho stálého výboru (do 1993; znovuzvolen 1959, 1965, 1975, 1978, 1983 a 1988).  V roce 1955 mu byla udělena hodnost generálporučíka Čínské lidové osvobozenecké armády. Při reorganizaci provincie Sin-ťiang v Ujgurskou autonomní oblast Sin-ťiang roku 1955 se stal předsedou sinťiangské vlády, následující rok byl na VIII. sjezdu KS Číny zvolen kandidátem jejího ústředního výboru.
V čele sinťiangské vlády stál do počátku roku 1967, kdy byl odvolán jako mnoho dalších funkcionářů během Kulturní revoluce. K politické práci se vrátil už v září 1968, kdy se při ustavení revolučního výboru Sin-ťiangu (který nahradil dosavadní sinťiangskou vládu a řídil i stranické organizace) stal jedním z jeho místopředsedů.  Na IX. sjezdu KS Číny roku 1969 byl zvolen členem ústředního výboru. V červenci 1972 byl zvolen prvním tajemníkem sinťiangského oblastního výboru KS Číny a předsedou sinťiangského revolučního výboru, tedy stanul v čele sinťiangské stranické organizace i státního aparátu. Jeho politickou pozici upevnil X. sjezd KS Číny roku 1973 na němž byl zvolen kandidátem politbyra ÚV KS Číny (znovuzvolen na XI. sjezdu roku 1977). 
V lednu 1978 odešel z pozic prvního tajemníka strany a předsedy revolučního výboru, nahradil ho Wang Feng, roku 1982 byl na XII. sjezdu KS Číny znovuzvolen do ÚV, ztratil však funkci kandidáta politbyra. Nadále zůstal místopředsedou čínského parlamentu (do 1993) a členem ÚV (do 1992). Roku 1993 byl na jedno pětileté funkční období zvolen místopředsedou celostátního výboru Čínského lidového politického poradního shromáždění.
Zemřel v Pekingu roku 2003, v 88 letech.